# Ropalidia dichroma
Ropalidia dichroma är en getingart som beskrevs av Vecht 1941. Ropalidia dichroma ingår i släktet Ropalidia och familjen getingar. Inga underarter finns listade i Catalogue of Life.